# Uladsimir Kotau
Uladsimir Kotau (belarussisch Уладзімір Котаў, engl. Transkription Uladzimir Kotau, auch russisch Владимир Котов – Wladimir Kotow – Vladimir Kotov; * 21. Februar 1958 in Douscha, Rajon Wizebsk) ist ein ehemaliger belarussischer Langstreckenläufer, der seine größten Erfolge im Marathon und Ultramarathon hatte.
1979 wurde er bei den Sowjetischen Marathon-Meisterschaften Sechster in 2:13:26 h. Im Jahr darauf qualifizierte er sich als Sowjetischer Meister in 2:10:58 h für den Marathon der Olympischen Spiele in Moskau, bei dem er in 2:12:05 h Vierter wurde.
1981 kam er bei den Crosslauf-Weltmeisterschaften in Madrid auf den 178. Platz. Beim Marathon-Europacup in Agen wurde er Zehnter und gewann Silber mit der sowjetischen Mannschaft. Einem Sieg beim Marathon in Hamm in 2:19:11 h folgte ein achter Platz beim Fukuoka-Marathon in 2:12:25 h.
1982 wurde er bei einem vom IAAF organisierten Lauf auf der klassischen Strecke von Marathon bis Athen Zweiter in 2:13:34 h. Beim Marathon der Leichtathletik-Europameisterschaften 1982, der derselben Route folgte, erreichte er nicht das Ziel.
1987 wurde er Sechster und 1988 Zweiter beim Košice-Marathon. 1989 wurde er Zweiter beim Cleveland-Marathon und siegte beim Birmingham Centenary VAX Marathon in 2:12:48 h, 1990 gewann er den Bermuda-Marathon in 2:17:00 h und wurde Zweiter beim Hamburg-Marathon in 2:12:07 h. Beim Etappenlauf Sun Life Great Race (20 Etappen; 358,7 km) wurde er Zweiter.
Nach einem Sieg beim Eindhoven-Marathon 1991 in 2:14:03 h kam er 1992 beim Wiener Frühlingsmarathon auf den vierten, beim Hamburg-Marathon auf den fünften und beim Berlin-Marathon auf den 13. Platz.
Im Jahr darauf wurde er Siebter in Hamburg, lief bei den Leichtathletik-Weltmeisterschaften 1993 in Stuttgart auf Platz 22 ein und wurde Zweiter in Eindhoven in 2:12:50 h. 1994 wurde er Vierter beim Halbmarathonbewerb des Paderborner Osterlaufs, Siebter beim Paris-Marathon und erneut Zweiter in Eindhoven in 2:11:43 h. 1995 folgte einem neunten Platz beim Tokyo International Men’s Marathon in 2:12:55 h ein Sieg beim Belgrad-Marathon in 2:14:00 h. Bei den 25 km von Berlin wurde er Sechster, beim Hokkaidō-Marathon Vierter und beim Peking-Marathon und beim Macau-Marathon jeweils Dritter.
1996 wurde er Vierter beim Los-Angeles-Marathon, Dritter in Belgrad, Zweiter beim Hokkaidō-Marathon und jeweils Dritter in Eindhoven und in Macau. Im Jahr darauf folgte einem achten Platz in Tokio und einem siebten in Eindhoven ein Sieg beim Taipei-Marathon. 1998 wurde er Siebter beim Prag-Marathon, gewann den Danzig-Marathon, wurde Sechster beim Istanbul-Marathon und verteidigte seinen Titel in Taipei.
Von 2000 an startete er bei den großen südafrikanischen Ultramarathons und wurde auf Anhieb Zweiter beim Two Oceans Marathon und stellte beim Comrades Marathon mit 5:25:33 h einen Rekord auf der Up-Run-Strecke auf. 2001 wurde er Achter beim Two Oceans Marathon und Dritter beim Comrades Marathon (Down Run). 2002 wurde er Sechster beim Two Oceans Marathon und siegte erneut beim Comrades Marathon (Up Run). 2004 gelang ihm beim Comrades Marathon der dritte aufeinanderfolgende Sieg beim Up Run. 2005 wurde er beim Comrade Marathon Vierter, 2006 Dritter und 2008 Achter.

## Persönliche Bestzeiten
- Halbmarathon: 1:03:54 h, 2. April 1994, Paderborn
- 25-km-Straßenlauf: 1:17:55 h, 7. Mai 1995, Berlin
- Marathon: 2:10:58 h, 24. Mai 1980, Moskau (belarussischer Rekord)